# 龙潭镇 (高安市)
龙潭镇，是中华人民共和国江西省宜春市高安市下辖的一个乡镇级行政单位。

## 行政区划
龙潭镇下辖以下地区：
龙潭社区、高湖村、陵和村、金家村、郑家村、梅口村、万善村、罗塘村、龙潭村、塔水村、小王村、上港村、南炉村、新湖村和洛城村。